# Nereo Laroni
Nereo Laroni (* 2. September 1942 in Venedig; † 14. Juli 2019 in Mestre) war von 1985 bis 1987 sozialistischer Bürgermeister Venedigs. Er löste damit Mario Rigo ab. Ab 1989 war er Mitglied des Europäischen Parlaments, seit 2005 im Rat der Region Venetien.
Laroni war Assessore ai lavori pubblici und damit verantwortlich für die öffentlichen Bauarbeiten in Venedig. Er unterstützte Bettino Craxi und Gianni De Michelis und wurde für deren Partito Socialista Italiano 1985 zum Bürgermeister gewählt. 1987 plädierte Laroni für die Abschaffung des Karnevals in der Stadt; er war assessore della cultura, als am 15. Juli 1989 bei einem Konzert von Pink Floyd etwa 200.000 Besucher die Stadt überfluteten. Bürgermeister Casellati und eine Minderheit der Ratsherren hatten sich gegen das Konzert ausgesprochen. Bei der letztendlichen Zustimmung zu der Großveranstaltung wurden heimliche Absprachen zwischen dem seinerzeitigen Außenminister Gianni De Michelis und Laroni als Verantwortlichem für die venezianische Kultur vermutet, zumal sich De Michelis sowohl für das Konzert, wie Laroni auch, als auch für das ebenso die Stadt überforderne Projekt einer Weltausstellung im Jahr 2000 in Venedig ausgesprochen hatte. Im selben Jahr wurde Craxi gestürzt und auch Laronis Amtszeit endete.
1989 bis 1994 war Laroni Mitglied im Europäischen Parlament. Dort war er Vizepräsident der Delegation für die Beziehungen zu Jugoslawien, dann für die Beziehungen zur Staatengruppe Ägypten, Palästina/Israel, Jordanien, Libanon, Syrien und Irak (Maschrek). Außerdem war er Mitglied in verschiedenen Kommissionen.
Im Jahr 2000 schloss er sich dem Nuovo Partito Socialista Italiano an, einer Fusion des Partito Socialista und der Lega Socialista. In der Regionalwahl 2005 wurde er in den Consiglio regionale del Veneto gewählt, wo er dessen Präsidenten Giancarlo Galan unterstützte. 2010 wurde er als Unterstützer von Luca Zaia wiedergewählt, einem Parteigänger Silvio Berlusconis. Er starb 2019 nach einer Herzoperation.